# A ménesgazda (film)
A ménesgazda 1978-ban bemutatott magyar filmdráma, amit Kovács András rendezett Gáll István azonos című regénye alapján. A történet egy határ menti faluban játszódik, ahol egy, a feladatra alkalmatlan embert neveznek ki ménesgazdának. A főszereplők közt megtalálható Madaras József, Bács Ferenc, Horváth Sándor, Moór Marianna, Bordán Irén és Tomanek Nándor.
1978. augusztus 23-án mutatták be a mozikban, 2016-ban pedig a Magyar Nemzeti Digitális Archívum és Filmintézet DVD-n is kiadta.

## Cselekmény
1950-ben, egy határmenti faluba új ménesgazdát rak a kormány a kommunista, szegényparaszti családból érkező Busó Jani képében. A tapasztalt telepi tisztek azonban nem fogadják el az újonnan kinevezett gazdát, akiből teljesen hiányzik a szakértelem a munkához. Jani igyekszik meggyőzni, maga mellé állítani a gazdákat és elvégezni a dolgát, eredménytelenül, miközben az államvédelmisek is egyre inkább kezdik átvenni az irányítást a telep körül.

## Szereplők
- Madaras József – Busó Jani
- Fábián Ferenc – Busó Mátyás
- Bács Ferenc – Bazsi
- Horváth Sándor – Kristóf Máté, párttitkár
- Sinka Károly – Scóbert
- Csíky András – Ághy
- Ambrus András – Murom Mihály, altiszt
- Moór Marianna – Kati, kocsmárosné
- Bordán Irén – Erzsi
- Tomanek Nándor – Braun, agronómus
- Petur Ilka – A Busó testvérek anyja
- Ferenczy Csongor – Kisbáró
- Bíró Levente – Kábik, állatorvos
- Kátó Sándor – Görög Imre
- Horesnyi László – Vízi őrmester
- Kránitz Lajos – Százados

## Díjak, elismerések
- Berlini Nemzetközi Filmfesztivál – Arany Medve jelölés (1979)
- Locarnói Nemzetközi Filmfesztivál – FIPRESCI-díj (1979)
- Magyar Filmkritikusok Díja – nagydíj (1979)
- 53 magyar film (2012)